# Afromelanichneumon merumontis
Afromelanichneumon merumontis är en stekelart som beskrevs av Heinrich 1967. Afromelanichneumon merumontis ingår i släktet Afromelanichneumon och familjen brokparasitsteklar. Inga underarter finns listade i Catalogue of Life.